# (149831) Okeke
(149831) Okeke ist ein Asteroid des äußeren Hauptgürtels. Der Himmelskörper wurde am 12. Juli 2005 im Rahmen des Catalina Sky Surveys (IAU-Code 703) am Mount-Lemmon-Observatorium in den Santa Catalina Mountains in Arizona entdeckt. Sichtungen des Asteroiden hatte es vorher schon im September und Oktober 2000 unter der vorläufigen Bezeichnung 2000 SC237 im Rahmen der Lincoln Near Earth Asteroid Research in New Mexico gegeben.
Der mittlere Durchmesser des Asteroiden wurde mithilfe des Wide-Field Infrared Survey Explorers (WISE) grob mit 5,524 (±0,372) km berechnet, die Albedo ebenfalls grob mit 0,033 (±0,013).
Der Asteroid gehört zur Gantrisch-Familie. Die Gruppe von Asteroiden wird auch Lixiaohua-Familie genannt, abhängig davon, welchen Asteroiden man als den größeren betrachtet: (3330) Gantrisch oder (3556) Lixiaohua. Es handelt sich um eine Asteroidenfamilie mit über einen langen Zeitraum gesehen relativ chaotischen Bahnparametern, da große Kleinplaneten in der Nähe der Familie (beziehungsweise deren Umlaufbahnen um die Sonne, welche die Bahnen der Familienmitglieder überschneiden) wie zum Beispiel (1) Ceres, (2) Pallas, (4) Vesta, (10) Hygiea, (52) Europa, (511) Davida und (704) Interamnia die Bahnen der Familienmitglieder beeinflussen und die Familie dadurch im Einflussbereich mehrerer Bahnresonanzen liegt. Die zeitlosen (nichtoskulierenden) Bahnelemente von (149831) Okeke sind fast identisch mit denjenigen von 33 weiteren Asteroiden, zum Beispiel (65264) 2002 GW16 und (105859) 2000 SY169.
(149831) Okeke wurde am 11. August 2025 nach der nigerianischen Physikerin, Hochschullehrerin und Ionosphäreforscherin Francisca Nneka Okeke (* 1956) benannt.